# Dolní Lažany
Dolní Lažany är en ort i Tjeckien.   Den ligger i regionen Vysočina, i den centrala delen av landet, 150 km sydost om huvudstaden Prag. Dolní Lažany ligger 473 meter över havet och antalet invånare är 137.
Terrängen runt Dolní Lažany är platt.Runt Dolní Lažany är det ganska tätbefolkat, med 83 invånare per kvadratkilometer. Närmaste större samhälle är Třebíč, 13,5 km norr om Dolní Lažany. Trakten runt Dolní Lažany består till största delen av jordbruksmark.